# Henryk Ferdynand Hoyer

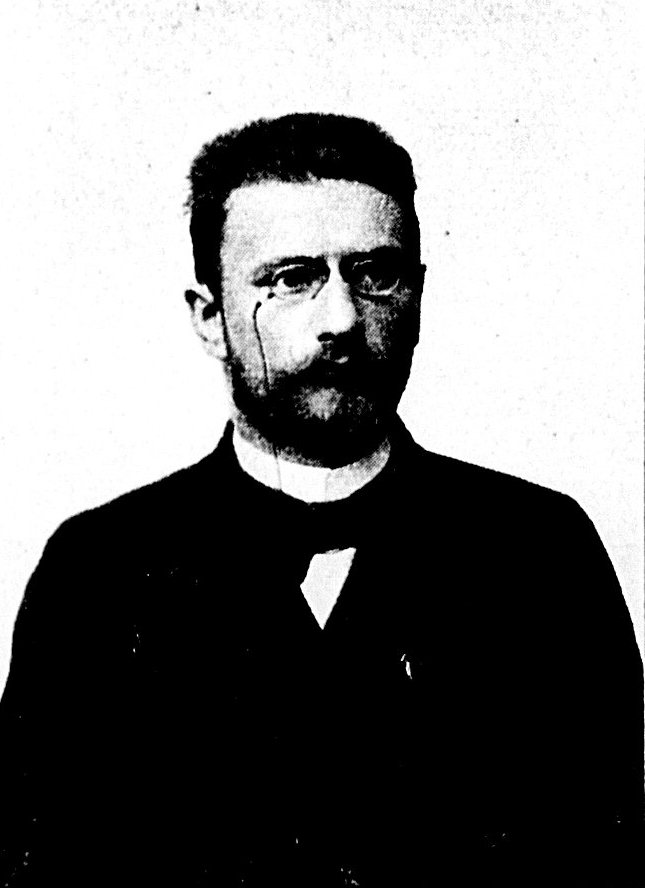
Henryk Ferdynand Hoyer

Henryk Ferdynand Hoyer (auch Heinrich Ferdinand Hoyer, geboren 13. Juli 1864 in Warschau, Russisches Kaiserreich; gestorben 17. Oktober 1947 in Krakau) war ein polnischer Mediziner, Anatom und Zoologe. Er gilt als Begründer der polnischen Schule für vergleichende Anatomie.

## Leben
Henryk Ferdynand Hoyer war der Sohn des Mediziners Henryk Fryderyk Hoyer und dessen Ehefrau Ludwika, geborene Werner.
Hoyer besuchte das deutsche Gymnasium in Bromberg, studierte an der Universität Breslau, der Universität Straßburg und der Friedrich-Wilhelms-Universität in Berlin und wurde 1892 in Straßburg promoviert.
Danach arbeitete er als Assistent bei Albert Kölliker an der Universität Würzburg und bei Gustav Schwalbe in Straßburg. 1894 erhielt er in Krakau eine außerordentliche Professur an der Jagiellonen-Universität und wurde Leiter der Abteilung für vergleichende Anatomie. 1904 wurde er zum ordentlichen Professor ernannt. In den Jahren 1909–1910 war er Dekan der Philosophischen Fakultät, 1929–1930 Rektor und 1930–1931 Vizerektor der Jagiellonen-Universität.
Am 6. November 1939 wurde er von SS-Sturmbannführer Bruno Müller mit 182 seiner Kollegen im Rahmen der Sonderaktion Krakau festgenommen, in ein Gefängnis nach Breslau verbracht und Ende November in das Konzentrationslager Sachsenhausen verschleppt. Hoyer überlebte und betrieb von 1941 bis 1944 in Krakau eine Apotheke in einem Krankenhaus für Kriegsgefangene.
Er gilt als Begründer der polnischen Schule für vergleichende Anatomie. Zu seinen Schülern gehörten Edward Niezabitowski, Eugene Kiernik, Wladyslaw Polinski, John Prüffer, Wladyslaw Mierzejewski, Pawel Lozinski, John Marchlewski, Zygmunt Grodzinski, Joseph Fudakowski, Stanislaw Michael Sumiński, Zygmunt Fedorowicz, Stanisław Skowron, Jan Stach und Szymon Tenenbaum.
1924 und 1934 wurde er zum Ehrendoktor der Jagiellonen-Universität ernannt.
Hoyer wurde 1930 mit dem Orden Polonia Restituta (Komtur) und 1936 mit dem Goldenen Verdienstkreuz der Republik Polen ausgezeichnet.
Ihm zu Ehren wurde die Unterart der Dorngrasmücke Sylvia communis hoyeri Dunajewski 1938 benannt.

## Schriften (Auswahl)
- Über den feineren Bau der Milz von Fischen, Amphibien, Reptilien und Vögeln. Inaugural-Dissertation, Straßburg 1892.
- Das Lymphgefäßsystem der Wirbeltiere vom Standpunkte der vergleichenden Anatomie. Cracovie 1934 (PDF)
- Über den Bau der Milz. In: Morphologische Arbeiten, 3, 2, 1894, S. 229–300 (Digitalisat)
- Zarys dziejów zoologii w Polsce. Polska Akademia Umiejętnosci, Kraków 1948 (PDF)